# 新潟県道486号姫川港青海線
新潟県道486号姫川港青海線（にいがたけんどう486ごう ひめかわこうおうみせん）は、新潟県の糸魚川市内を通る一般県道である。

## 概要
糸魚川市西部の青海地域を東西に横断する。
青海地域の中心部を横断しており、住宅や商店の密集地を通っている。北側には国道8号、南側には糸魚川市道青海通線や同市道名引山線がそれぞれ並行している。重複区間が0.0425 km（＝42.5 m）存在している。
起点付近の姫川に架かる姫川橋は、橋の保護のため、通年4トン車以上の車両の通行を禁止している。

### 路線データ
- 起点：新潟県糸魚川市大字寺島字浜ノ新田1032番6[2]（＝姫川橋東詰）
- 終点：新潟県糸魚川市大字青海90-1（＝新潟県道155号橋立青海停車場線交点）

## 路線状況
全区間、アスファルトによる高級舗装が施されている。
また、重複区間を除く全体の約70.5 %は規格改良済である。幅員に関しては、重複区間を除く全体の約45.3 %（1.9452 km＝1945.2 m）が5.5 m以上である。歩道は0.8128 km（＝812.8 m）整備されている。

### 道路施設

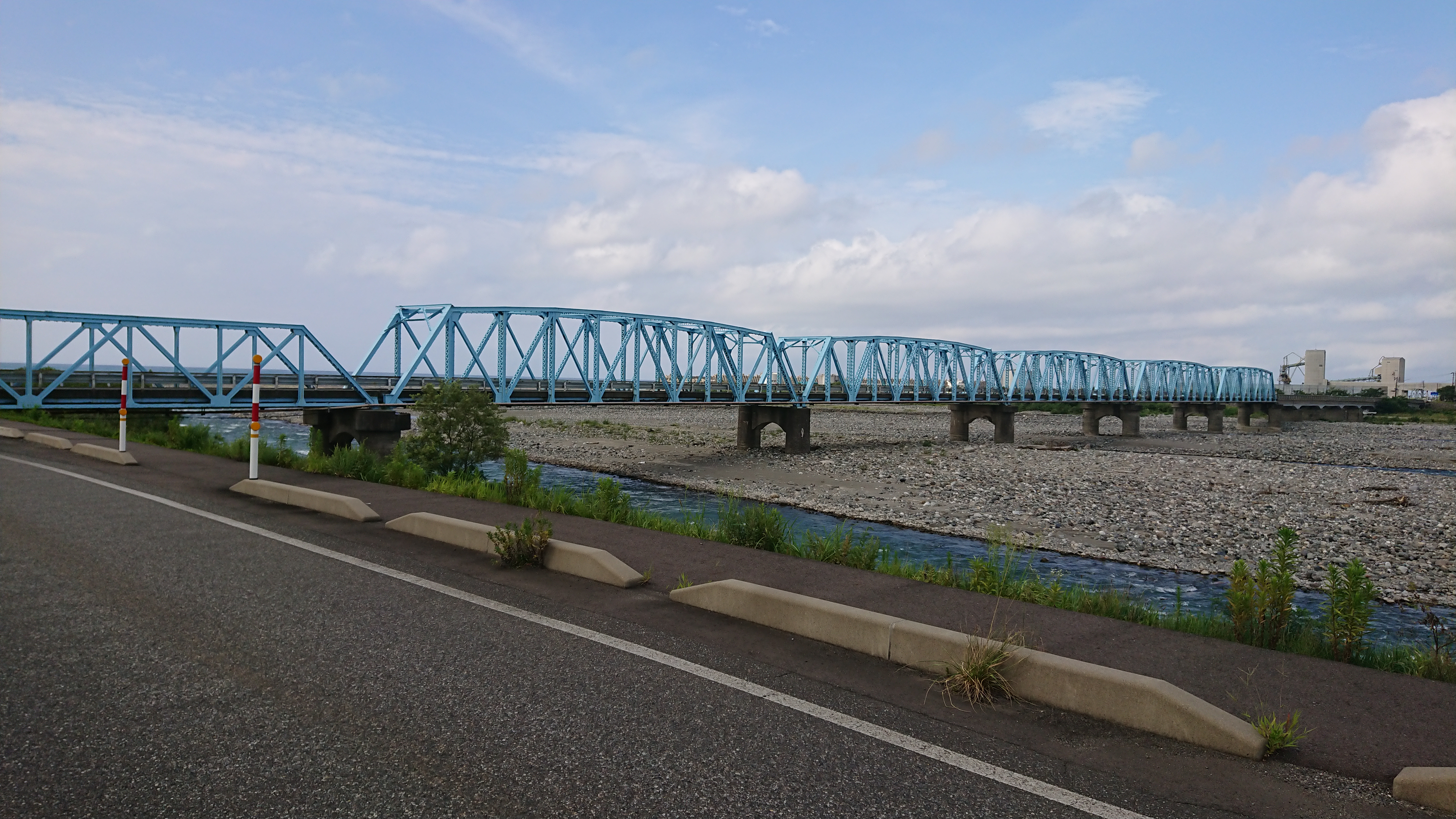
姫川橋。左岸上流側堤防より撮影。（2020年8月16日）

- 姫川橋 - 姫川

## 地理

### 通過する自治体
- 新潟県
  - 糸魚川市

### 交差する道路
- 国道8号（糸魚川市須沢・須沢交差点）
- 新潟県道155号橋立青海停車場線（糸魚川市青海：終点）

### バス路線
- 糸魚川バス

### 沿線
- 姫川港
- 姫川
- 糸魚川市清掃センター
- 糸魚川市立田沢小学校
- 日本活性白土 青海工場
- 糸魚川市役所 青海事務所
- 青海図書館
- えちごトキめき鉄道 青海駅